# Alicia Robertson
Alicia Robertson Díaz (Piura, 13 de marzo de 1985) es una cantante y exmodelo peruana. 
Fue la ganadora del certamen de belleza Miss Hawaiian Tropic 2004 y fue primera finalista del Miss Perú Playa. 
En el ámbito musical, se desempeña en los géneros pop y pop rock. En el año 2015, lanzó su disco debut El mundo de Alice, comprendiendo el tema musical «Destino» en 2015 y fue participante del reality show La voz Perú. 

## Biografía

### Primeros años
Nació el 13 de marzo de 1985 en Piura, bajo el nombre completo de Alicia Robertson Díaz. Realizó sus estudios escolares en el Colegio de la Recoleta y estudió la carrera de administración de empresas en la Universidad de Piura.

### Trayectoria
Robertson comenzó su carrera artística como modelo, participando en diferentes concursos de belleza, convirtiéndose en la ganadora del certamen Miss Hawaiian Tropic 2004. Anteriormente, fue participante del concurso Miss Piura.
Durante mediados de los años 2000, participó en el reparto central del programa deportivo nocturno Zona de impacto, bajo la conducción del periodista y presentador deportivo Javier Meneses.
Además, fue concursante de la competencia Miss Perú Playa, logrando quedar primera finalista.
Posteriormente, se incursiona como cantante, talento que ha desarrollado desde temprana edad. En el año 2007, compitió en el concurso de la emisora Radio Corazón para cantar en el concierto del cantautor Alejandro Sanz en el Perú, quedando finalista al lado de la cantante Leslie Shaw. Al año siguiente, fue invitada del programa especial Teletón Ecuador 2008 y más tarde, ser telonera de los conciertos de los cantantes Guillermo Dávila y Lupita D'Alessio.
Robertson participó en la segunda temporada del programa concurso La voz Perú de Latina Televisión en el año 2014. Al año siguiente, conforma el grupo musical La Banda Dorada junto a la cantante Claudia Serpa y las bailarinas Annabel Torres y Gabriela Serpa, realizando giras nacionales en el Perú.
En el año 2015, anunció su faceta como solista, lanzando su disco debut El mundo de Alice. Dentro del material, se ha destacado por haber interpretado la canción «Destino», bajo la producción musical de Percy Céspedes y la composición de Juan Carlos Fernández. Durante esa época, radicó por breve tiempo en los Estados Unidos.
En ese año, grabó un disco infantil bajo la dirección de Coco Tafur y contando con la participación especial de María Pía Copello, Koky Bonilla, Valeria Bringas y Katia Palma.
En el año 2016, fue portada de la franquicia peruana de la revista para adultos SoHo dentro de la sección «Símbolo SoHo». En el año 2017, trabajó en la banda sonora de la teleserie De vuelta al barrio de América Televisión, interpretando la canción «Cuando no estás», compuesta por Juan Carlos Fernández. Seguidamente, en ese año interpreta el tema «Cuando te miro» para la dicha ficción y con la composición de Fernández.
Robertson tuvo una breve participación en el programa televisivo argentino Josematch, gracias a la invitación de Papelito Cáceres en 2018.
Actualmente, se presenta en shows musicales en restobares y algunas presentaciones en el Centro Español del Perú.[cita requerida]

## Discografía

### Álbum de estudio
- 2015: El mundo de Alice

### Sencillos
- 2015: «Destino»
- 2017: «Cuando no estás»

## Televisión
- Zona de impacto (2004, 2021), copresentadora y modelo.
- La voz Perú (2014), participante.[10]
- Josematch (2018), invitada especial y parte del segmento de la cámara escondida.